# Ігіл, Марокко
Ігіл (Ighil) — містечко та сільська комуна в провінції Аль-Хауз регіону Марракеш-Тенсіфт-Ель-Хауз в Марокко . На момент перепису 2004 року загальна кількість населення ґміни становила 5619 осіб, які проживали у 858 домогосподарствах.

## Історія
Муніципалітет було створено 1992 року.
8 вересня 2023 року Ігіл став епіцентром землетрусу Марракеш-Сафі 2023 року .